# SHOOT BOXING Girls S-cup 2019
SHOOT BOXING Girls S-cup 2019（シュートボクシング ガールズエスカップ2019 ）は、シュートボクシングの大会の一つ。2019年7月21日、台東区浅草花やしき花劇場で開催された。

## 大会概要
MIOのベルト返上により、SB日本女子ミニマム級王座決定トーナメントが開催され、16歳の女神選手が新王者に。また、花やしきの会場ということもあり、プロレスラーの試合も開催。
未奈がメインイベントに大抜擢されるなど、今までのGirls S-cupとは違った盛り上がりを見せた。

## 試合結果
第1試合 SB日本女子ミニマム級王座決定トーナメント準決勝　3分3R延長無制限R
◯  日本 MISAKI vs.  日本 喜多村美紀 ×
3R 終了 判定3-0（30－28、29－28、29－28）
第2試合 SB日本女子ミニマム級王座決定トーナメント準決勝　3分3R延長無制限R
◯  日本 女神 vs.  日本 MARI ×
3R 終了 判定3-0（30－29、30－28、30－28）
第3試合 浅草花やしき presents SEA d LINNNG提供試合　シングルマッチ　15分1本勝負
◯  日本 中島安里紗 vs.  日本 アマゾン (プロレスラー)  ×
一本　8分58秒　※前方回転エビ固め
第4試合 浅草花やしき presents PURE-J女子プロレス提供試合　タッグマッチ　15分1本勝負
◯  日本 KAZUKI＆ライディーン鋼 vs.  日本 勝愛実＆中森華子 ×
一本　11分27秒　※体固め
第5試合 49.0kg契約　セミプロマッチルール　2分3R延長1R
◯  日本 愛心 vs.  日本 YUMIN ×
3R1分 KO（※バックブロー）
第6試合 セミファイナル　SB日本女子ミニマム級王座決定トーナメント決勝戦　
3分3R延長無制限R
◯  日本 女神 vs.  日本 MISAKI ×
2R1分21秒  TKO（※セコンドからタオル投入）
第7試合
◯  日本 未奈 vs.  タイ ペッターピー・クルンテープトンブリー ×
3R 終了 判定3-0（30－25、30－25、30－27）